# Apfelradweg
Der Apfelradweg ist ein 47 Kilometer langer Radrundweg im Südburgenland, der von Gerersdorf-Sulz über die Gemeinden Kukmirn, Rohr, Heugraben nach Sankt Michael und zurück zum Ausgangspunkt führt.
Im Verlauf der Strecke bestehen Verbindungen zum Lahnbachradweg, zum Streuobstwiesen-Radweg und zum Burg-Güssing-Radweg.

## Sehenswertes entlang der Strecke
- Naturschutzgebiet Auwiesen Zickenbachtal
- Rauchwarter Badesee
- Freilichtmuseum in Gerersdorf
- Schnapsmuseum in Neusiedl bei Güssing
- Burg Güssing (etwas abseits der Strecke)